# Topobea macbrydei
Topobea macbrydei är en tvåhjärtbladig växtart som beskrevs av John Julius Wurdack. Topobea macbrydei ingår i släktet Topobea och familjen Melastomataceae. IUCN kategoriserar arten globalt som starkt hotad.
Artens utbredningsområde är Ecuador. Inga underarter finns listade i Catalogue of Life.